# Za sreću je potrebno troje
Za sreću je potrebno troje (en croat: Es necessiten tres per tenir sort) és una pel·lícula de comèdia dramàtica romàntica iugoslava del 1985, amb diàlegs en croat i dirigida per Rajko Grlić.

## Trama
Un home (Miki Manojlović) es veu obligat per la pobresa i la desesperació a utilitzar una pistola de plàstic per a nens per robar un petit banc i és capturat. Tres anys després, surt de la presó. Comença una relació romàntica amb Zdenka, una treballadora d'una fàbrica, però encara té forts sentiments per la seva exdona Nina, que ara és amant d'Ivan, un home acomodat. Al mateix temps, Zdenka continua sent l'interès amorós de Jozo, el porter de la fàbrica.

## Repartiment
- Miki Manojlović com a Drago
- Mira Furlan com a Zdenka Robić
- Bogdan Diklić com a Jozo
- Vanja Drach com a Ivan
- Dušan Jovanović com a Željezničar
- Miodrag Krivokapić com a comprador d'entrades montenegrí
- Dubravka Ostojić as Nina Korbar
- Ksenija Pajić com a Jagoda ("Maduixa")
- Mladen Budiščak com a Pilar ("Sawyer")
- Nina Erak-Svrtan com a cap de torn de la fàbrica de sabates
- Drago Krča com a jutge
- Vitomira Lončar com a operadora telefònica
- Lana Golob com a treballadora de la fàbrica de sabates
- Mladen Crnobrnja com Krojač ("Sastre")
- Jadranka Matković com a treballadora de la fàbrica de sabates
- Damir Saban com a treballador de la fàbrica de sabates
- Ljudevit Galić com a agent de bitllets de tren

## Recepció
La pel·lícula va ser la sensació a la VII edició de la Mostra de València, on va guanyar la Palmera d'Or a la millor pel·lícula i el premi Pierre Kast al millor guió. També va guanyar el Gran Premi al Festival de Cinema de Salso a Itàlia, i molts premis dels festivals de cinema iugoslaus, inclòs l'Arena d'Or per a Escenografia al Festival de Cinema de Pula de 1986. La pel·lícula fou distribuïda en 14 països.
L'historiador del cinema croat Ivo Škrabalo comparava Za sreću je potrebno troje de manera desfavorable amb les obres anteriors de Grlić, assenyalant una direcció més simplista i un fracàs per complir els determinants del gènere. Škrabalo també va remarcar que la pel·lícula s'allunya d'una crítica social més pronunciada, limitant-se a mostrar el contrast entre els orígens socials.
Eleanor Mannikka d'All Movie Guide va escriure que la pel·lícula "és una comèdia romàntica divertida i agradable impulsada per diàlegs enginyosos."